# Пеї-де-Бельвес
Пеї-де-Бельвес (фр. Pays de Belvès) — муніципалітет у Франції, у регіоні Нова Аквітанія, департамент Дордонь. Пеї-де-Бельвес утворено 1 січня 2016 року шляхом злиття муніципалітетів Бельвес i Сент-Аман-де-Бельвес. Адміністративним центром муніципалітету є Бельвес. Населення — 1322 особи (01.01.2021).